# Acharya (leraar)
Een acharya (Sanskriet: आचार्य, IAST: ācārya, Pali: ācariya) is een spirituele leraar in een van de hindoeïstische, boeddhistische en jaïnistische tradities.  

## Hindoeïsme
De acharya geeft leiding bij de verschillende sociale functies zoals een huwelijk, crematie of naamgeefceremonie, geeft meditatielessen aan de spirituele aspirant en geeft onderwijs in de spirituele filosofie. Het belangrijkste is echter dat de acharya het juiste gedrag voorleeft om zo vanuit de praktijk te kunnen inspireren. Acharya's zijn te herkennen aan hun kleding. 
Acharya is een religieuze leraar (brahmaan/pandit), opdrachtgever van vedische mantra tijdens yagjiyopavit sanskaar, een vedische ceremonie.